# Yuzhni (Ust-Labinsk)
Yuzhni (del ruso: Южный) es un posiólok del raión de Ust-Labinsk del krai de Krasnodar, en el sur de Rusia. Está situado a orillas del río Kirpili, 20 km al nordeste de Ust-Labinsk y 73 km al nordeste de Krasnodar, la capital del krai. Tenía 1 036  habitantes en 2010
Pertenece al municipio Vimovskoye.